# 수도권 전철 수인·분당선
수도권 전철 수인·분당선(首都圈 電鐵 水仁·盆唐線)은 서울특별시 동대문구의 청량리역, 왕십리역에서 인천광역시 중구의 인천역을 잇는 수도권 전철의 운행 계통이다. 2020년 9월 12일부터 수인선이 완전히 개통됨과 동시에 한국철도공사에서 분당선과 수인선의 직결 운행을 시작하면서 신설되었다. 운행 계통의 안내용 고유색은 ●노란색이다. 통행방향은 어디서든 좌측통행이다.

## 연혁
- 2020년 2월 2일 : 수원역 ~ 한대앞역 구간 시험운행 개시[2]
- 2020년 5월 29일 : 철도거리표 개정에 따라 수원 ~ 오이도 구간 부활[3]
- 2020년 9월 12일 : 수원역 ~ 오이도역 구간 개통 및 수인분당선 운행 계통 신설[4]
- 2020년 11월 1일 : 한대앞역 ~ 고색역 구간 평일 출/퇴근 시간 한하여 상/하행 6회 열차 증편[5]
- 2022년 12월 : 분당선 구간 노후화로 보수 공사 완료[6]

## 운영
하행
- 청량리~인천 구간 평일: 2회, 주말·공휴일: 3회
- 청량리~고색 구간 평일: 1회, 주말·공휴일: 1회
- 청량리~죽전 구간 평일: 6회, 주말·공휴일: 1회
- 왕십리~인천 구간 평일: 42회, 주말·공휴일: 30회
- 왕십리~고색 구간 평일: 42회, 주말·공휴일: 35회
- 왕십리~죽전 구간 평일: 62회, 주말·공휴일: 35회
- 죽전~인천 구간 평일: 3회, 주말·공휴일: 1회(첫차)
- 죽전~고색 구간 평일: 13회, 주말·공휴일: 2회(첫차)
- 오이도~인천 구간:평일 37회, 주말·공휴일: 37회
- 왕십리~오이도 구간 평일 2회(막차), 주말·공휴일(막차)1회
- 왕십리~고색 구간 급행 7회, 주말·공휴일: 없음
- 오이도~인천 구간 급행 3회, 주말·공휴일: 없음
- 고색~인천 구간 평일: 1회(첫차), 주말·공휴일: 1회(첫차)

상행
- 인천~청량리 구간 평일: 3회, 주말·공휴일: 없음
- 인천~왕십리 구간 평일: 41회, 주말·공휴일: 33회
- 인천~죽전 구간 평일: 3회(막차), 주말·공휴일: 1회
- 인천~고색 구간 평일: 1회(막차), 주말·공휴일: 1회(막차)
- 인천~오이도 구간 평일: 34회, 주말·공휴일: 37회
- 오이도~왕십리 구간 평일: 1회(첫차), 주말·공휴일: 1회(첫차)
- 고색~청량리 구간 평일: 2회, 주말·공휴일: 2회
- 고색~왕십리 구간 평일: 51회, 주말·공휴일: 35회
- 고색~죽전 구간 평일: 2회, 주말·공휴일: 1회(막차)
- 죽전~청량리 구간 평일: 3회, 주말·공휴일: 3회
- 죽전~왕십리 구간 평일: 60회, 주말·공휴일: 59회
- 인천~오이도 구간 급행 5회, 주말·공휴일: 없음
- 고색~청량리 구간 급행 1회, 주말·공휴일: 없음
- 고색~왕십리 구간 급행 6회, 주말·공휴일: 없음

## 역 목록
- ●: 급행 정차
- ｜: 급행 미정차
- 기울인 글씨: 미개통

- ● 수도권 전철 4호선의 노선색으로 표시된 구간(한대앞-오이도)은 안산선과 선로를 공유한다.

| 노선   | 역 번호                | 역명                                        | 로마자 역명        | 국한문 역명 | 수인선 급행 | 분당선 급행                                                                             | 접속 노선 | 역간 거리 | 누적 거리  | 소재지   | 소재지 |
| ------ | ---------------------- | ------------------------------------------- | ------------------ | ----------- | ----------- | --------------------------------------------------------------------------------------- | --------- | --------- | ---------- | -------- | ------ |
| 경원선 |                        |                                             |                    |             |             |                                                                                         |           |           |            |          |        |
| K209   | 청량리(서울시립대입구) | Cheongnyangni                               | 淸凉里             | 미운행      | 전역정차    | ● 수도권 전철 1호선 ● 수도권 전철 경의·중앙선 ● 수도권 전철 경춘선 (일부) 경원선 중앙선 | -         | 0.0       | 서울특별시 | 동대문구 |        |
| K210   | 왕십리(성동구청)       | Wangsimni                                   | 往十里             | 미운행      | 전역정차    | ● 서울 지하철 2호선 ● 수도권 전철 5호선 ● 수도권 전철 경의·중앙선 경원선                | 2.4       | 2.4       | 서울특별시 | 성동구   |        |
| 분당선 |                        |                                             |                    | 미운행      | 전역정차    |                                                                                         |           |           | 서울특별시 | 성동구   |        |
| K211   | 서울숲(SM타운)         | Seoul Forest(SMTOWN)                        | 서울숲             | 미운행      | 전역정차    |                                                                                         | 2.2       | 2.2       | 서울특별시 | 성동구   |        |
| K212   | 압구정로데오           | Apgujeongrodeo                              | 狎鷗亭로데오       | 미운행      | 전역정차    |                                                                                         | 1.9       | 4.1       | 서울특별시 | 강남구   |        |
| K213   | 강남구청               | Gangnam-gu Office                           | 江南區廳           | 미운행      | 전역정차    | ● 서울 지하철 7호선                                                                     | 1.2       | 5.3       | 서울특별시 | 강남구   |        |
| K214   | 선정릉                 | Seonjeongneung                              | 宣靖陵             | 미운행      | 전역정차    | ● 서울 지하철 9호선                                                                     | 0.7       | 6.0       | 서울특별시 | 강남구   |        |
| K215   | 선릉(애큐온저축은행)   | Seolleung(Acuon Savings Bank)               | 宣陵               | 미운행      | 전역정차    | ● 서울 지하철 2호선                                                                     | 0.7       | 6.7       | 서울특별시 | 강남구   |        |
| K216   | 한티                   | Hanti                                       | 한티               | 미운행      | 전역정차    |                                                                                         | 1.0       | 7.7       | 서울특별시 | 강남구   |        |
| K217   | 도곡                   | Dogok                                       | 道谷               | 미운행      | 전역정차    | ● 수도권 전철 3호선                                                                     | 0.7       | 8.4       | 서울특별시 | 강남구   |        |
| K218   | 구룡                   | Guryong                                     | 九龍               | 미운행      | 전역정차    |                                                                                         | 0.6       | 9.0       | 서울특별시 | 강남구   |        |
| K219   | 개포동                 | Gaepo-dong                                  | 開浦洞             | 미운행      | 전역정차    |                                                                                         | 0.7       | 9.7       | 서울특별시 | 강남구   |        |
| K220   | 대모산입구             | Daemosan                                    | 大母山入口         | 미운행      | 전역정차    |                                                                                         | 0.6       | 10.3      | 서울특별시 | 강남구   |        |
| K221   | 수서                   | Suseo                                       | 水西               | 미운행      | 전역정차    | ● 수도권 전철 3호선 ● 수도권 광역급행철도 A노선 SRT                                     | 3.0       | 13.3      | 서울특별시 | 강남구   |        |
| K222   | 복정(동서울대학교)     | Bokjeong (Dongseoul Univ.)                  | 福井(東서울大學校) | 미운행      | 전역정차    | ● 수도권 전철 8호선                                                                     | 3.2       | 16.5      | 서울특별시 | 송파구   |        |
| K223   | 가천대                 | Gachon Univ.                                | 嘉泉大             | 미운행      | 전역정차    |                                                                                         | 2.4       | 18.9      | 경기도     | 성남시   |        |
| K224   | 태평                   | Taepyeong                                   | 太平               | 미운행      | 전역정차    |                                                                                         | 1.0       | 19.9      | 경기도     | 성남시   |        |
| K225   | 모란                   | Moran                                       | 牡丹               | 미운행      | 전역정차    | ● 수도권 전철 8호선                                                                     | 0.9       | 20.8      | 경기도     | 성남시   |        |
| K226   | 야탑                   | Yatap                                       | 野塔               | 미운행      | 전역정차    |                                                                                         | 2.3       | 23.1      | 경기도     | 성남시   |        |
| K227   | 이매(성남아트센터)     | Imae (Seongnam Art Center)                  | 二梅               | 미운행      | 전역정차    | ● 수도권 전철 경강선                                                                    | 1.7       | 24.8      | 경기도     | 성남시   |        |
| K228   | 서현(페퍼저축은행)     | Seohyeon (Pepper Savings Bank)              | 書峴               | 미운행      | 전역정차    |                                                                                         | 1.4       | 26.2      | 경기도     | 성남시   |        |
| K229   | 수내(한국잡월드)       | Sunae (Korea JobWorld)                      | 藪內               | 미운행      | 전역정차    |                                                                                         | 1.1       | 27.3      | 경기도     | 성남시   |        |
| K230   | 정자                   | Jeongja                                     | 亭子               | 미운행      | 전역정차    | ● 신분당선                                                                              | 1.6       | 28.9      | 경기도     | 성남시   |        |
| K231   | 미금(분당서울대병원)   | Migeum (Seoul Nat'l Univ. Bundang Hospital) | 美金               | 미운행      | 전역정차    | ● 신분당선                                                                              | 1.8       | 30.7      | 경기도     | 성남시   |        |
| K232   | 오리                   | Ori                                         | 梧里               | 미운행      | 전역정차    |                                                                                         | 1.1       | 31.8      | 경기도     | 성남시   |        |
| K233   | 죽전(단국대)           | Jukjeon (Dankook Univ.)                     | 竹田               | 미운행      | 전역정차    |                                                                                         | 1.8       | 33.6      | 경기도     | 용인시   |        |
| K234   | 보정                   | Bojeong                                     | 寶亭               | 미운행      | ｜          |                                                                                         | 1.3       | 34.9      | 경기도     | 용인시   |        |
| K235   | 구성                   | Guseong                                     | 駒城               | 미운행      | ｜          | ● 수도권 광역급행철도 A노선                                                             | 1.6       | 36.5      | 경기도     | 용인시   |        |
| K236   | 신갈                   | Singal                                      | 新葛               | 미운행      | ｜          |                                                                                         | 1.6       | 38.1      | 경기도     | 용인시   |        |
| K237   | 기흥(백남준아트센터)   | Giheung (Nam June Paik Art Center)          | 器興               | 미운행      | ●           | ● 용인 경전철                                                                           | 1.4       | 39.5      | 경기도     | 용인시   |        |
| K238   | 상갈(루터대학교)       | Sanggal (Luther Univ.)                      | 上葛               | 미운행      | ｜          |                                                                                         | 1.9       | 41.4      | 경기도     | 용인시   |        |
| K239   | 청명                   | Cheongmyeong                                | 淸明               | 미운행      | ｜          |                                                                                         | 2.8       | 44.2      | 경기도     | 수원시   |        |
| K240   | 영통(경희대)           | Yeongtong(Kyung Hee Univ.)                  | 靈通               | 미운행      | ｜          |                                                                                         | 1.1       | 45.3      | 경기도     | 수원시   |        |
| K241   | 망포                   | Mangpo                                      | 網浦               | 미운행      | ●           |                                                                                         | 1.5       | 46.8      | 경기도     | 수원시   |        |
| K242   | 매탄권선               | Maetan Gwonseon                             | 梅灘勸善           | 미운행      | ｜          |                                                                                         | 1.8       | 48.6      | 경기도     | 수원시   |        |
| K243   | 수원시청(경기아트센터) | Suwon City Hall(Gyeonggi Art Center)        | 水原市廳           | 미운행      | ●           |                                                                                         | 1.4       | 50.0      | 경기도     | 수원시   |        |
| K244   | 매교                   | Maegyo                                      | 梅橋               | 미운행      | ｜          |                                                                                         | 1.4       | 51.4      | 경기도     | 수원시   |        |
| K245   | 수원                   | Suwon                                       | 水原               | 미운행      | ●           | ● 수도권 전철 1호선 경부선                                                              | 1.5       | 52.9      | 경기도     | 수원시   |        |
| K245   | 수원                   | Suwon                                       | 水原               | 미운행      | ●           | ● 수도권 전철 1호선 경부선                                                              | 1.5       | 52.9      | 경기도     | 수원시   | 수인선 |
| K246   | 고색                   | Gosaek                                      | 古索               | 미운행      | ●           |                                                                                         | 2.7       | 55.6      | 경기도     | 수원시   |        |
| K247   | 오목천(수원여대)       | Omokcheon(Suwon Women's Univ.)              | 梧木川             | 미운행      | 미운행      |                                                                                         | 1.6       | 57.2      | 경기도     | 수원시   |        |
| K248   | 어천                   | Eocheon                                     | 漁川               | 미운행      | 미운행      |                                                                                         | 5.1       | 62.3      | 경기도     | 화성시   |        |
| K249   | 야목                   | Yamok                                       | 野牧               | 미운행      | 미운행      |                                                                                         | 2.6       | 64.9      | 경기도     | 화성시   |        |
| K250   | 사리                   | Sari                                        | 四里               | 미운행      | 미운행      |                                                                                         | 4.7       | 69.6      | 경기도     | 안산시   |        |
| K251   | 한대앞                 | Hanyang Univ. at Ansan                      | 漢大前             | 미운행      | 미운행      | ● 수도권 전철 4호선                                                                     | 2.2       | 71.8      | 경기도     | 안산시   |        |
| K252   | 중앙(서울예술대학교)   | Jungang(Seoul Institute of the Arts)        | 中央               | 미운행      | 미운행      |                                                                                         | 1.6       | 73.4      | 경기도     | 안산시   |        |
| K253   | 고잔(고대안산병원)     | Gojan (Korea Univ. Ansan Hospital)          | 古棧               | 미운행      | 미운행      |                                                                                         | 1.4       | 74.8      | 경기도     | 안산시   |        |
| K254   | 초지(신안산대학교)     | Choji(Shin Ansan Univ.)                     | 草芝               | 미운행      | 미운행      | ● 수도권 전철 서해선                                                                    | 1.5       | 76.3      | 경기도     | 안산시   |        |
| K255   | 안산                   | Ansan                                       | 安山               | 미운행      | 미운행      |                                                                                         | 1.8       | 78.1      | 경기도     | 안산시   |        |
| K256   | 신길온천               | Singil oncheon                              | 新吉溫泉           | 미운행      | 미운행      |                                                                                         | 2.2       | 80.3      | 경기도     | 안산시   |        |
| K257   | 정왕(한국공학대)       | Jeongwang (Tech Univ. of Korea)             | 正往               | 미운행      | 미운행      |                                                                                         | 2.9       | 83.2      | 경기도     | 시흥시   |        |
| K258   | 오이도                 | Oido                                        | 烏耳島             | ●           | 미운행      |                                                                                         | 1.4       | 84.6      | 경기도     | 시흥시   |        |
| K259   | 달월                   | Darwol                                      | 達月               | ｜          | 미운행      |                                                                                         | 2.1       | 86.7      | 경기도     | 시흥시   |        |
| K260   | 월곶                   | Wolgot                                      | 月串               | ｜          | 미운행      |                                                                                         | 1.5       | 88.2      | 경기도     | 시흥시   |        |
| K261   | 소래포구               | Soraepogu                                   | 蘇萊浦口           | ●           | 미운행      |                                                                                         | 1.3       | 89.5      | 인천광역시 | 남동구   |        |
| K262   | 인천논현               | Incheon Nonhyeon                            | 仁川論峴           | ●           | 미운행      |                                                                                         | 1.0       | 90.5      | 인천광역시 | 남동구   |        |
| K263   | 호구포                 | Hogupo                                      | 虎口浦             | ｜          | 미운행      |                                                                                         | 1.3       | 91.8      | 인천광역시 | 남동구   |        |
| K264   | 남동인더스파크         | Namdong Induspark                           | 南洞産業團地       | ｜          | 미운행      |                                                                                         | 1.3       | 93.1      | 인천광역시 | 남동구   |        |
| K265   | 원인재                 | Woninjae                                    | 源仁齋             | ●           | 미운행      | ● 인천 도시철도 1호선                                                                   | 1.0       | 94.1      | 인천광역시 | 연수구   |        |
| K266   | 연수                   | Yeonsu                                      | 延壽               | ●           | 미운행      |                                                                                         | 0.9       | 95.0      | 인천광역시 | 연수구   |        |
| K267   | 송도                   | Songdo                                      | 松島               | ｜          | 미운행      |                                                                                         | 2.7       | 97.7      | 인천광역시 | 연수구   |        |
| K268   | 학익                   | Hagik                                       | 鶴翼               | ｜          | 미운행      |                                                                                         | 1.3       |           | 인천광역시 | 미추홀구 |        |
| K269   | 인하대                 | Inha Univ.                                  | 仁荷大             | ●           | 미운행      |                                                                                         | 2.4       | 100.1     | 인천광역시 | 미추홀구 |        |
| K270   | 숭의(인하대병원)       | Sungui (Inha Univ. Hospital)                | 崇義               | ｜          | 미운행      |                                                                                         | 1.8       | 101.9     | 인천광역시 | 미추홀구 |        |
| K271   | 신포                   | Sinpo                                       | 新浦               | ｜          | 미운행      |                                                                                         | 1.5       | 103.4     | 인천광역시 | 중구     |        |
| K272   | 인천                   | Incheon                                     | 仁川               | ●           | 미운행      | ● 수도권 전철 1호선                                                                     | 1.1       | 104.5     | 인천광역시 | 중구     |        |

## 차량
- 한국철도공사 321000호대 전동차(10량 편성) (공용구간: 청량리 - 왕십리) 구간에만 운행
- 한국철도공사 331000호대 전동차(10량 편성) (공용구간: 청량리 - 왕십리) 구간에만 운행
- 한국철도공사 341000호대 전동차(10량 편성) (공용구간: 한대앞 - 오이도) 구간에만 운행
- 한국철도공사 351000호대 전동차(6량 편성) (청량리 - 왕십리 - 인천)
- 한국철도공사 319000호대 전동차(6량 편성) (오이도 - 인천) 구간에만 운행
- 서울교통공사 4000호대 VVVF 전동차(직·교류겸용 10량 편성) (공용구간: 한대앞 - 오이도) 구간에만 운행

## 논란

### 일부 구간 지하화 문제
- 당초 수원시 구간인 오목천 ~ 고색 구간을 지상으로 건설하고, 경부선과 수인선을 잇는 세류 ~ 고색 구간에 화물용 삼각선을 설치할 예정이었다. 해당 주민들이 반발하였고, 수원시가 지하화 비용을 부담하는 조건으로 지하화 협약이 체결되어, 삼각선 계획은 폐지되었다.[8]

### 12호선 직결 논란
- 왕십리 ~ 상계 구간으로 개통될 예정인 서울 경전철 동북선을 중전철로 건설하여 분당선과 직결시키자는 주장이 지역사회에서 나왔었다.[9] 2019년 10월 9일 동북선 경전철이 착공이 확정되면서 연장계획은 사실상 무산되었으며 분당선이 청량리역으로 연장했기 때문에 사실상 불가능 해졌다.

### 소음 문제
수도권 전철 수인·분당선은 1994년 최초 개통당시부터 30년이 경과한 현재까지도 소음으로 인한 문제와 이에 대한 논란이 있는데, 원인은 다음과 같다.
- 수인·분당선은 노선의 특성상 곡선반경 250m 이내의 곡선과 하저터널에 의한 급구배 구간이 잦고 지상 구간을 제외한 모든 지하 구간이 콘크리트 도상으로 되어 있어 상대적으로 주행소음의 난반사가 심해 특정 구간의 주행소음은 한국철도공사 광역철도 전 구간을 통틀어 최고를 기록하고 있다. 이에 대하여 한국철도공사 측에선 방음 패드 사용 등의 대책을 세우고 있다.

- 설계 당시 지하 구간에서 자갈 대신 콘크리트 도상을 사용한 것도 소음 문제의 원인이다. 분당선의 경우 지상 구간은 왕십리~청량리, 오리~보정 구간 뿐이고, 나머지 대부분의 구간은 지하로 주행한다. 자갈 도상의 경우 자갈 사이의 빈 공간을 통해 소음을 흡수할 수 있지만, 콘크리트 도상은 소음이 잘 반사된다. 따라서 직선 주로에선 큰 문제가 없지만, 곡선 주로에서는 엄청난 소음이 나게 된다. 심지어 소음 수치가 무려 85데시벨을 넘어가는 곡선 구간도 있다.

- 극심한 소음 문제를 해결하기 위해서, 한국철도공사는 일부 전동차의 주변환장치 VVVF 인버터를 도시바제 GTO에서 우진산전제 IGBT로 교체하고, 신규 전동차까지 도입했음에도 불구하고 소음 문제가 여전히 심각하다.

## 갤러리

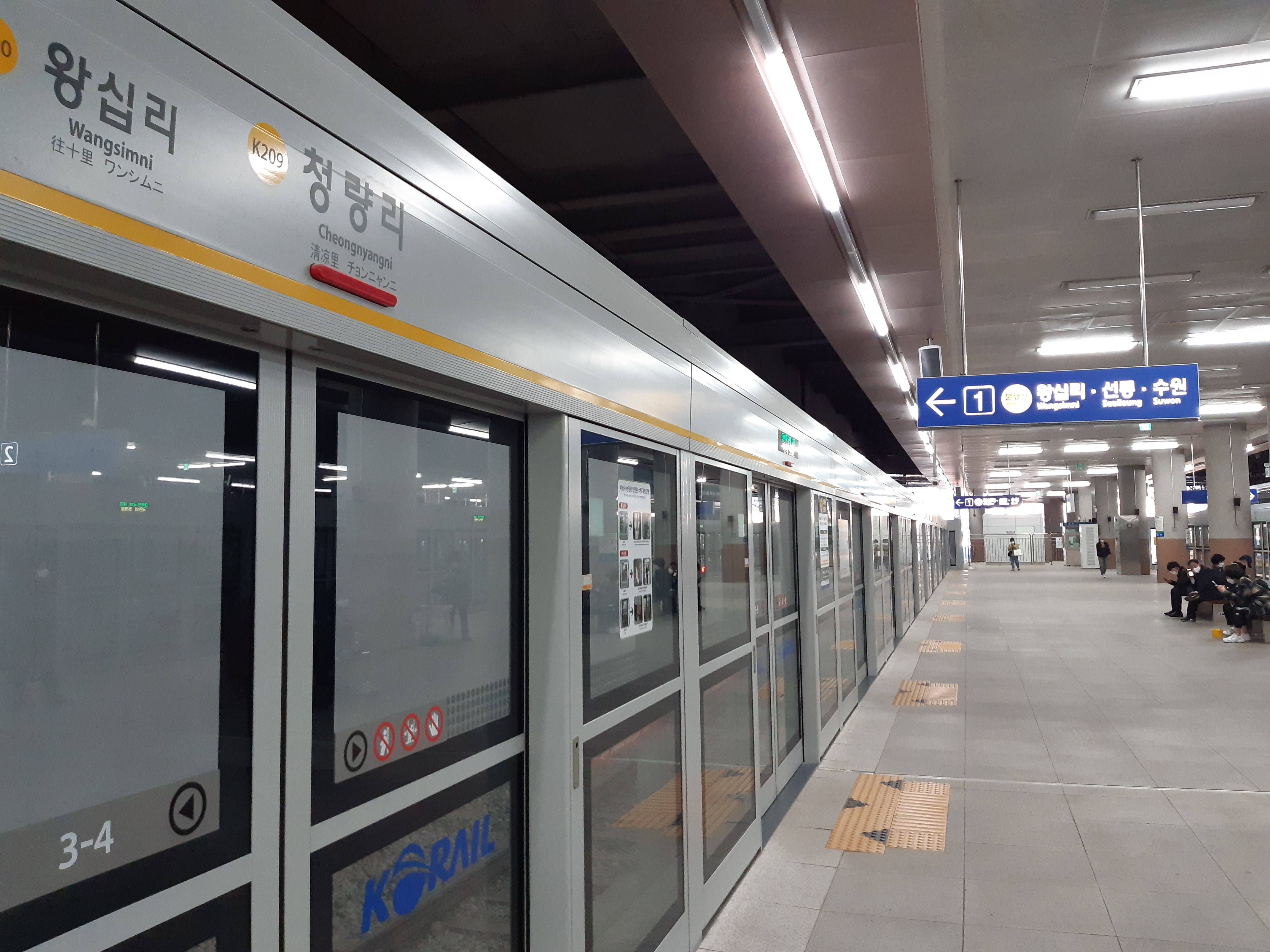
청량리역 승강장
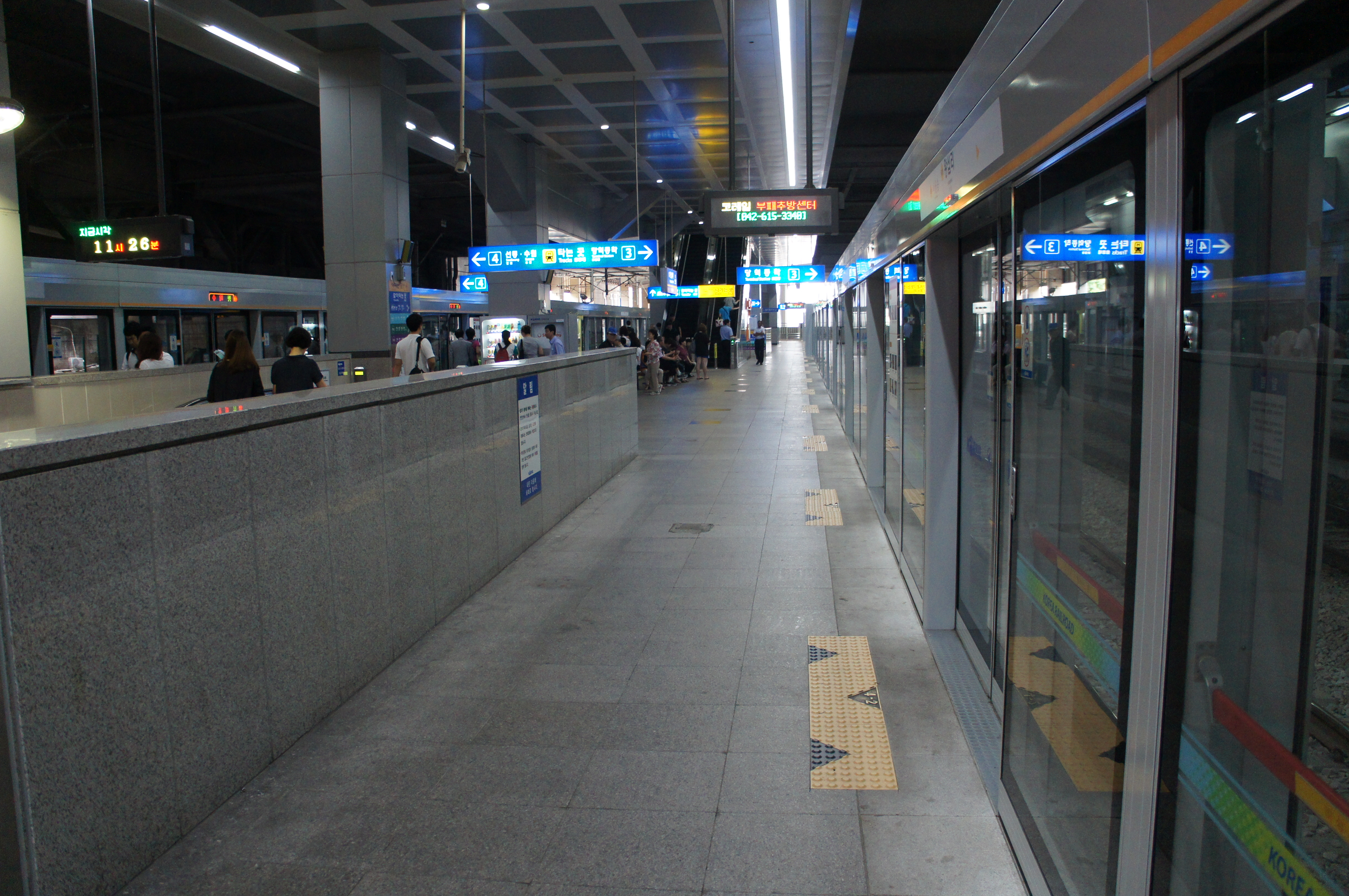
왕십리역 승강장
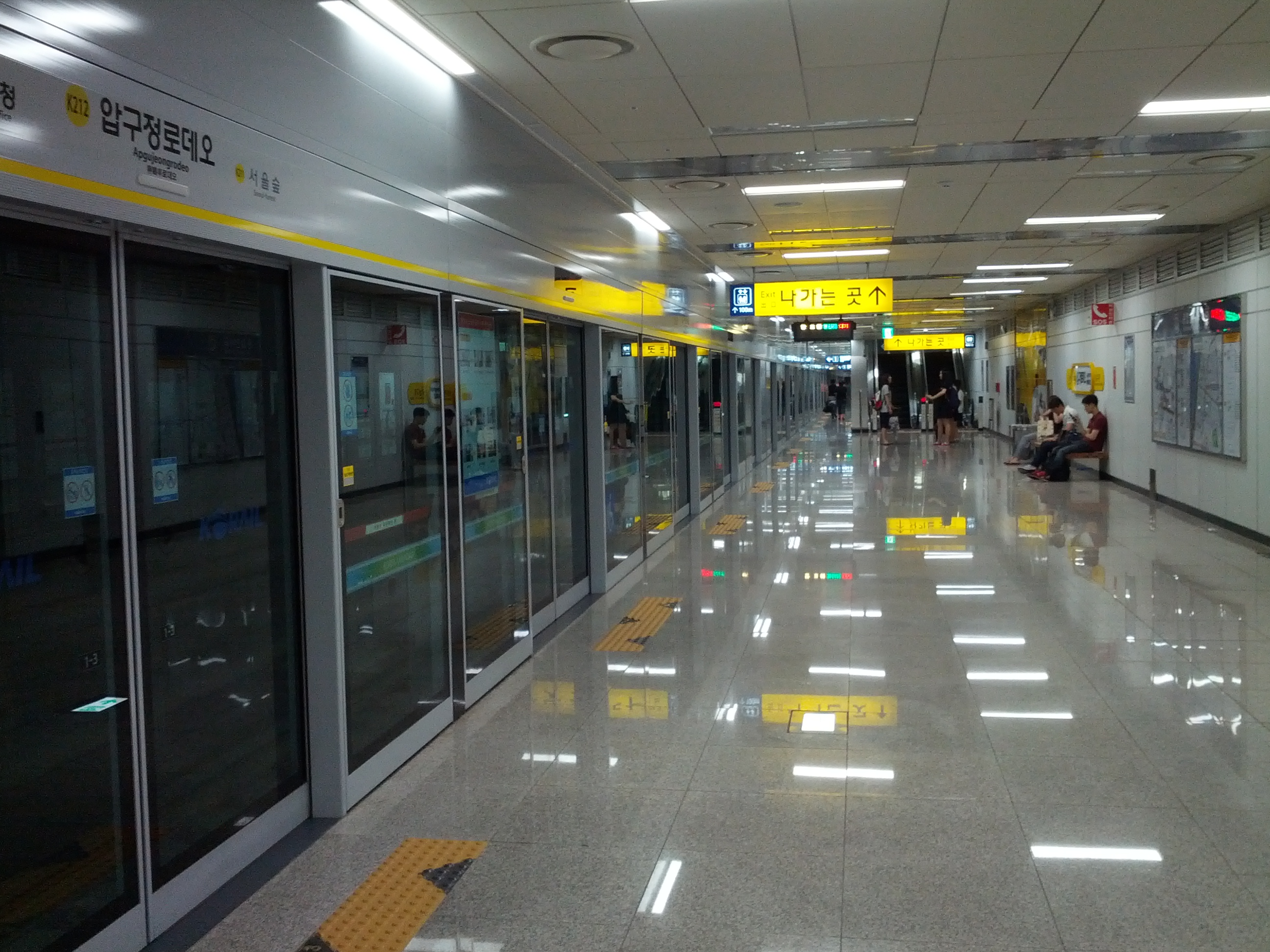
압구정로데오역 승강장
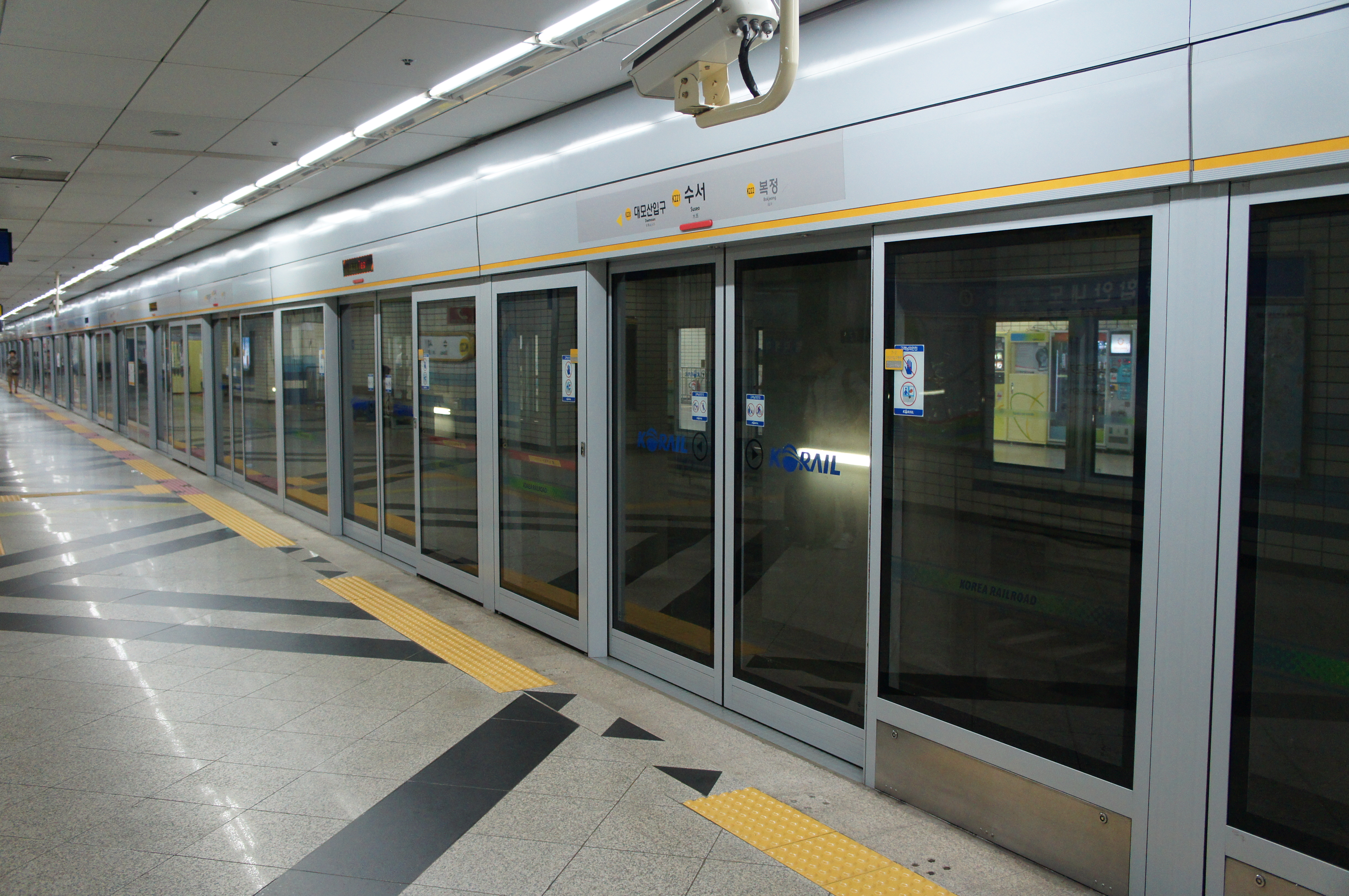
수서역 승강장
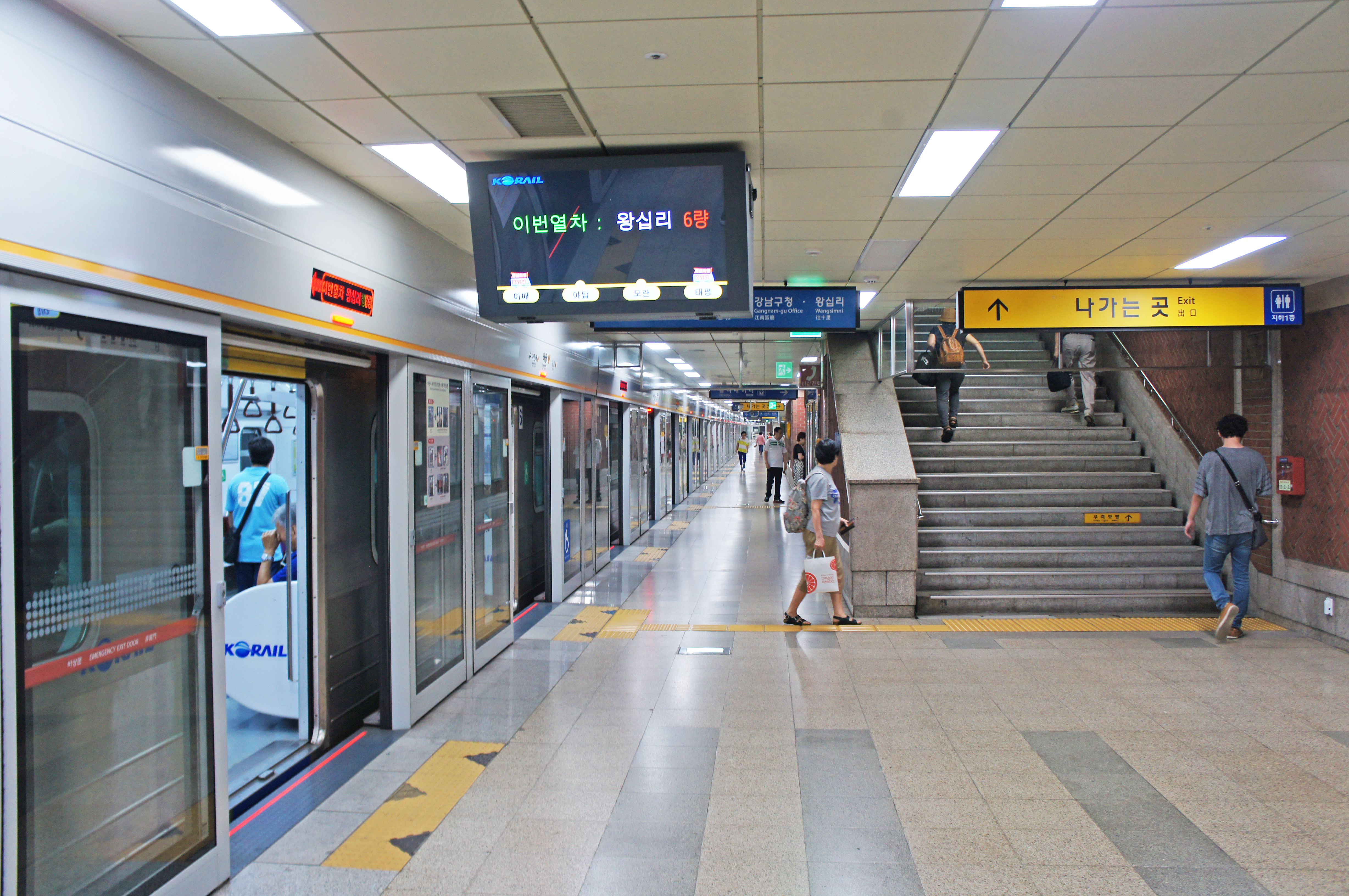
태평역 승강장
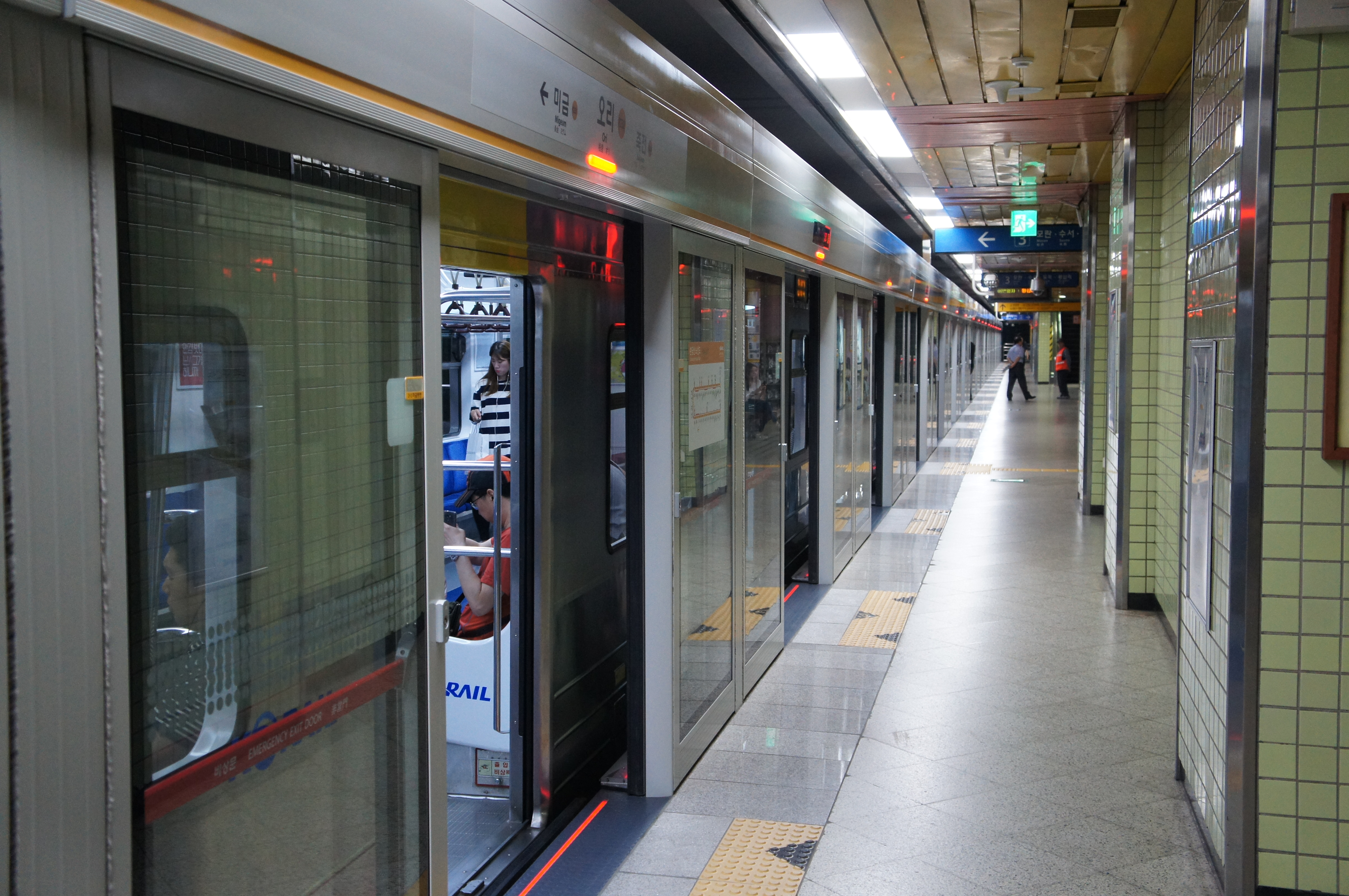
오리역 승강장
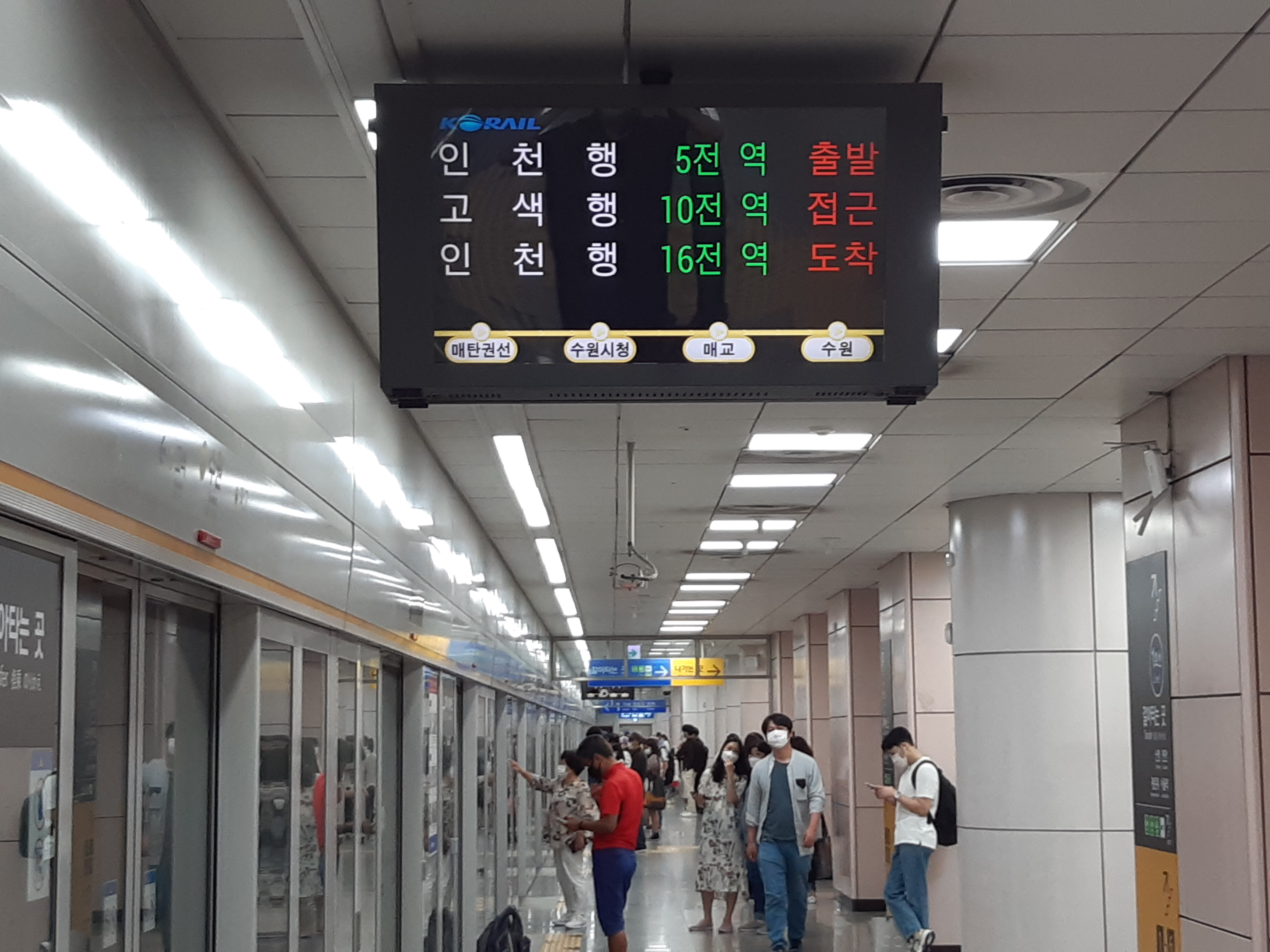
수원역 승강장
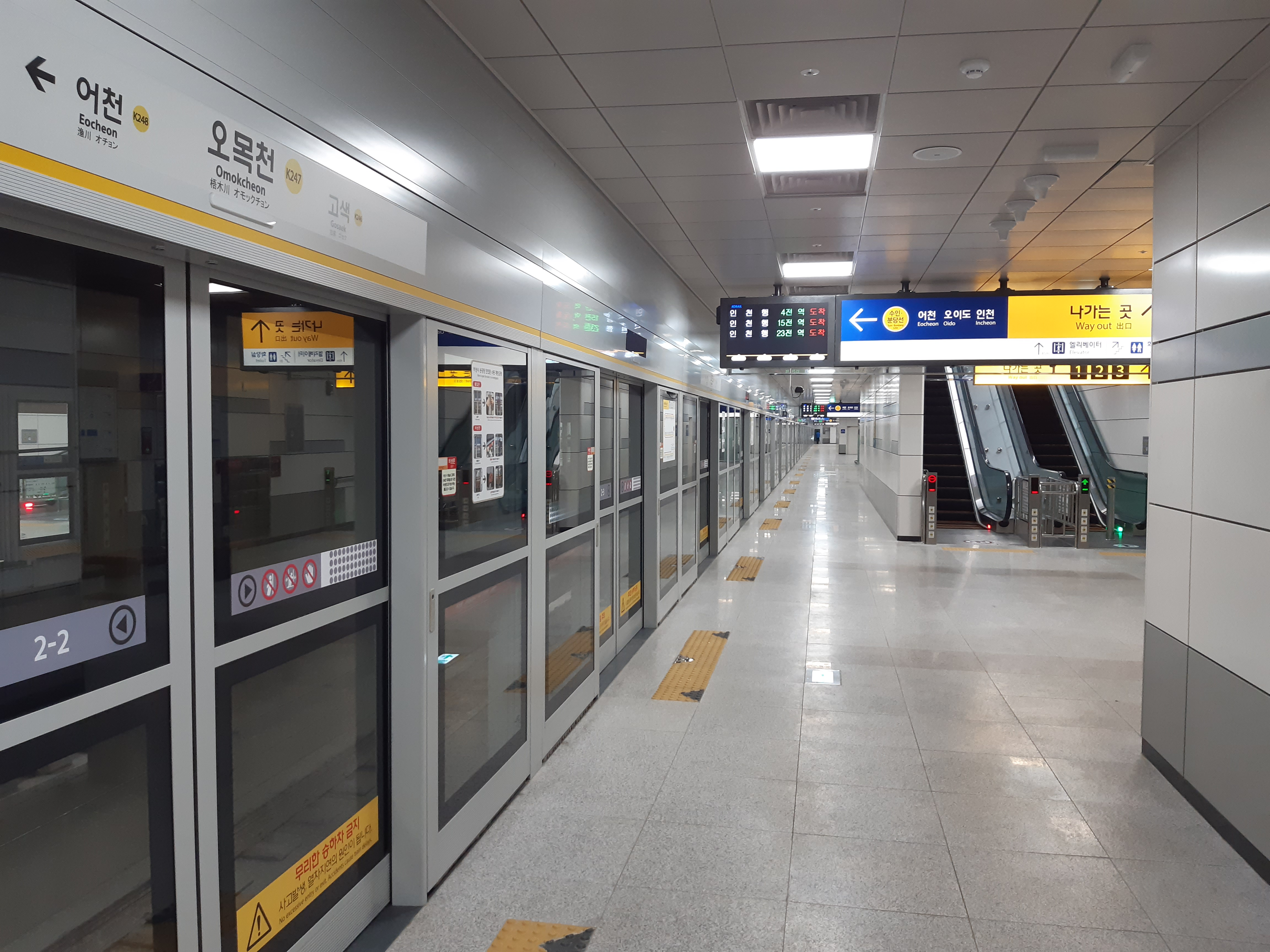
오목천역 승강장
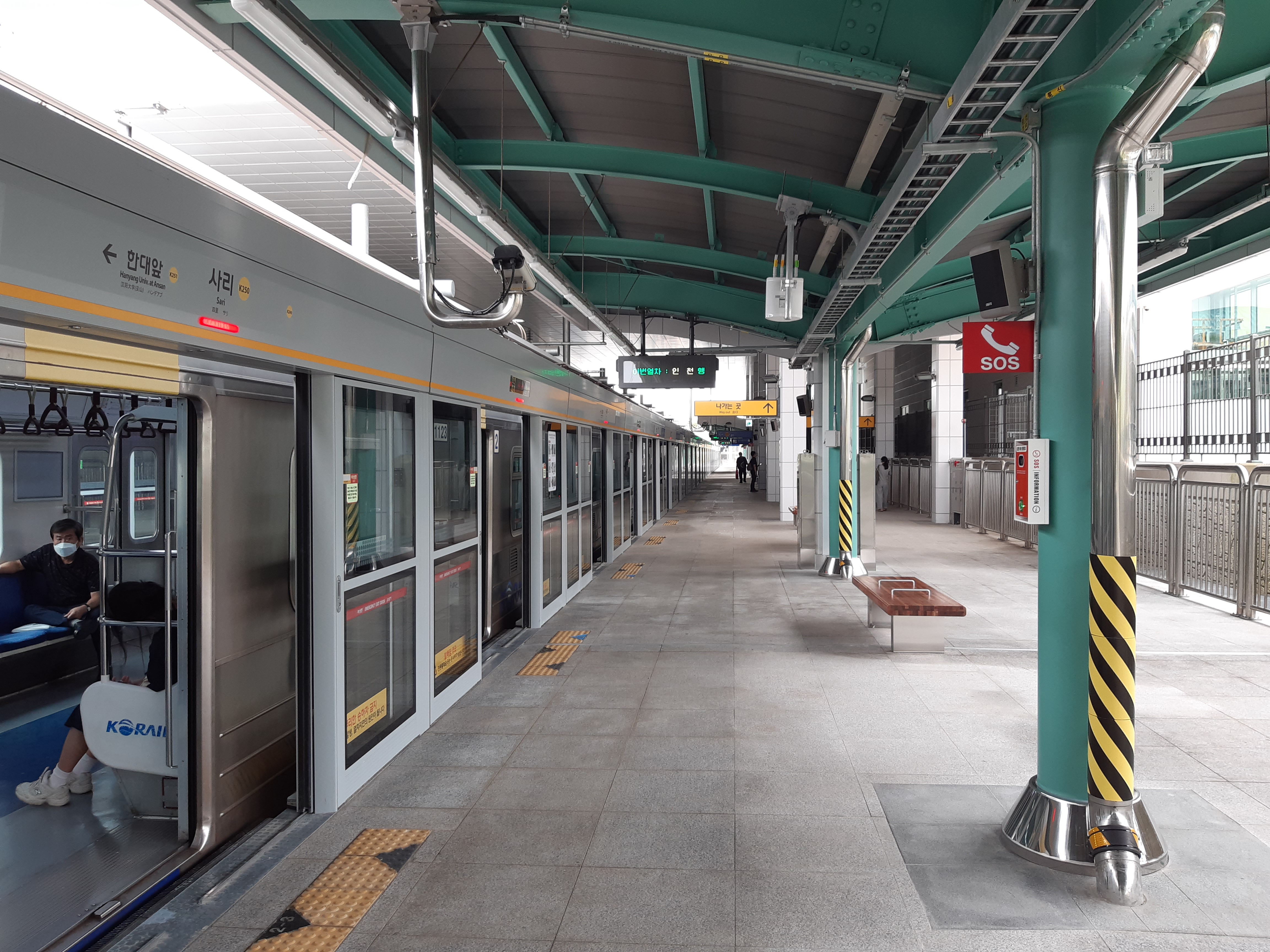
사리역 승강장
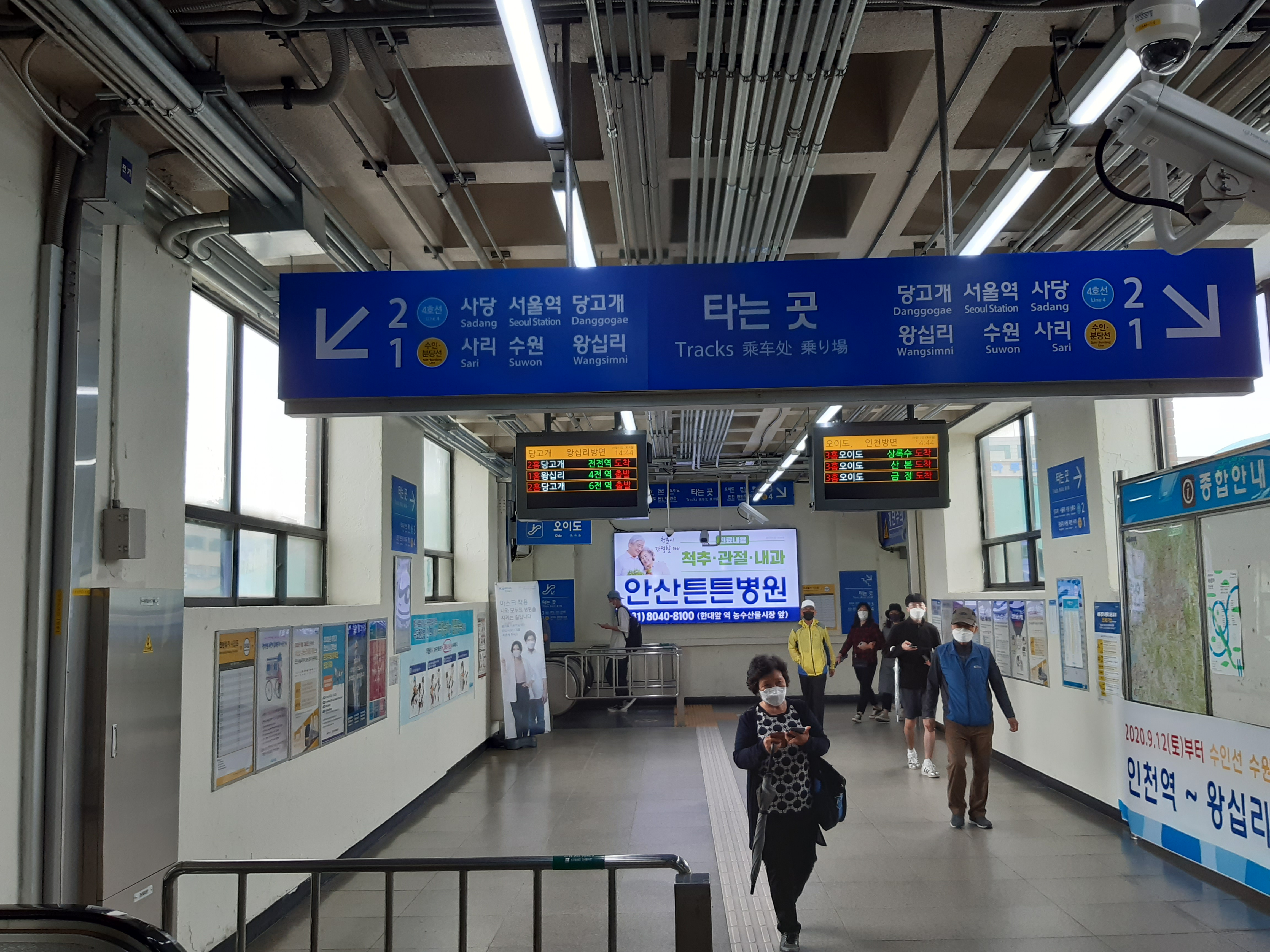
한대앞역 대합실 부근
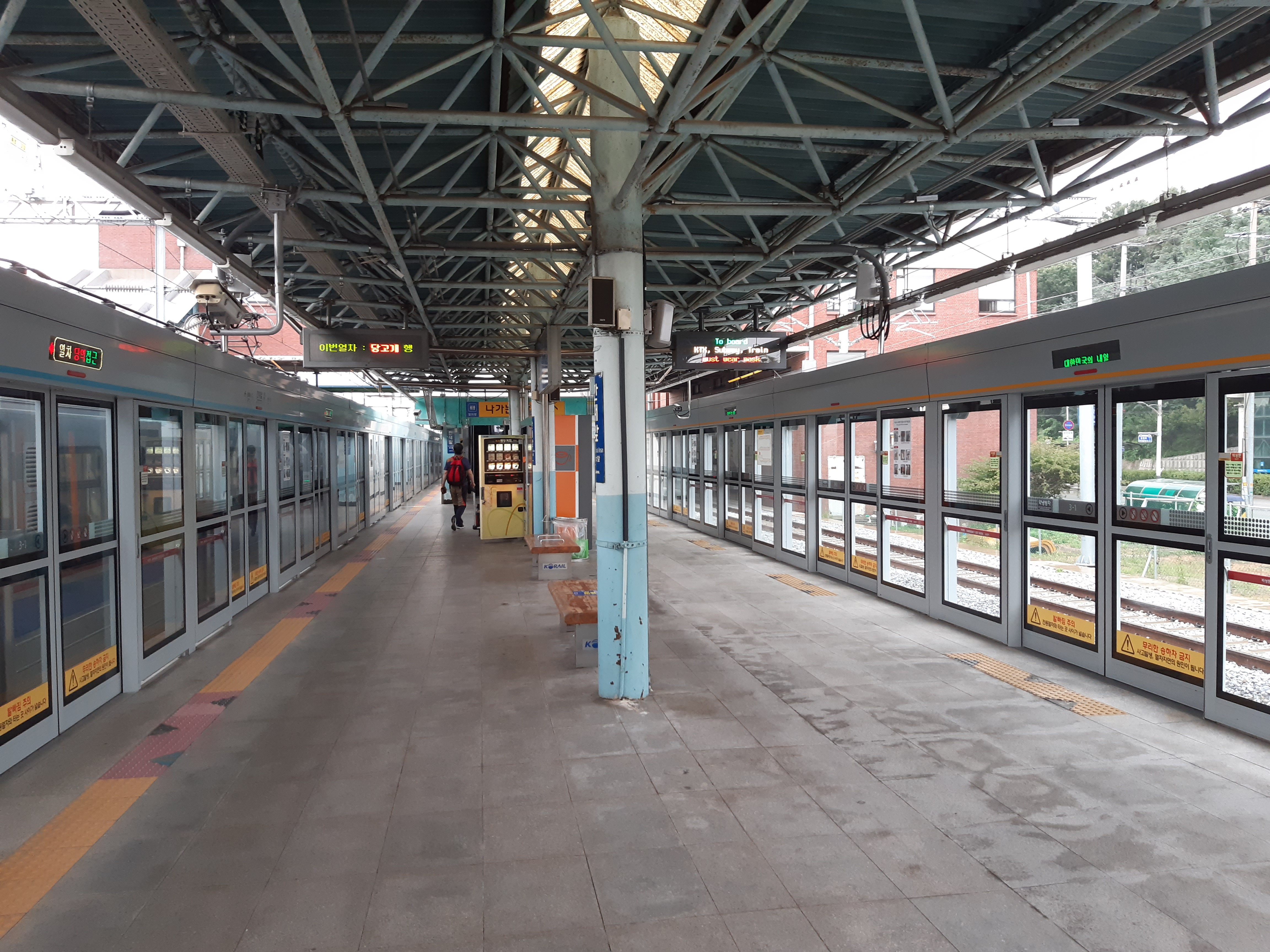
한대앞역 승강장
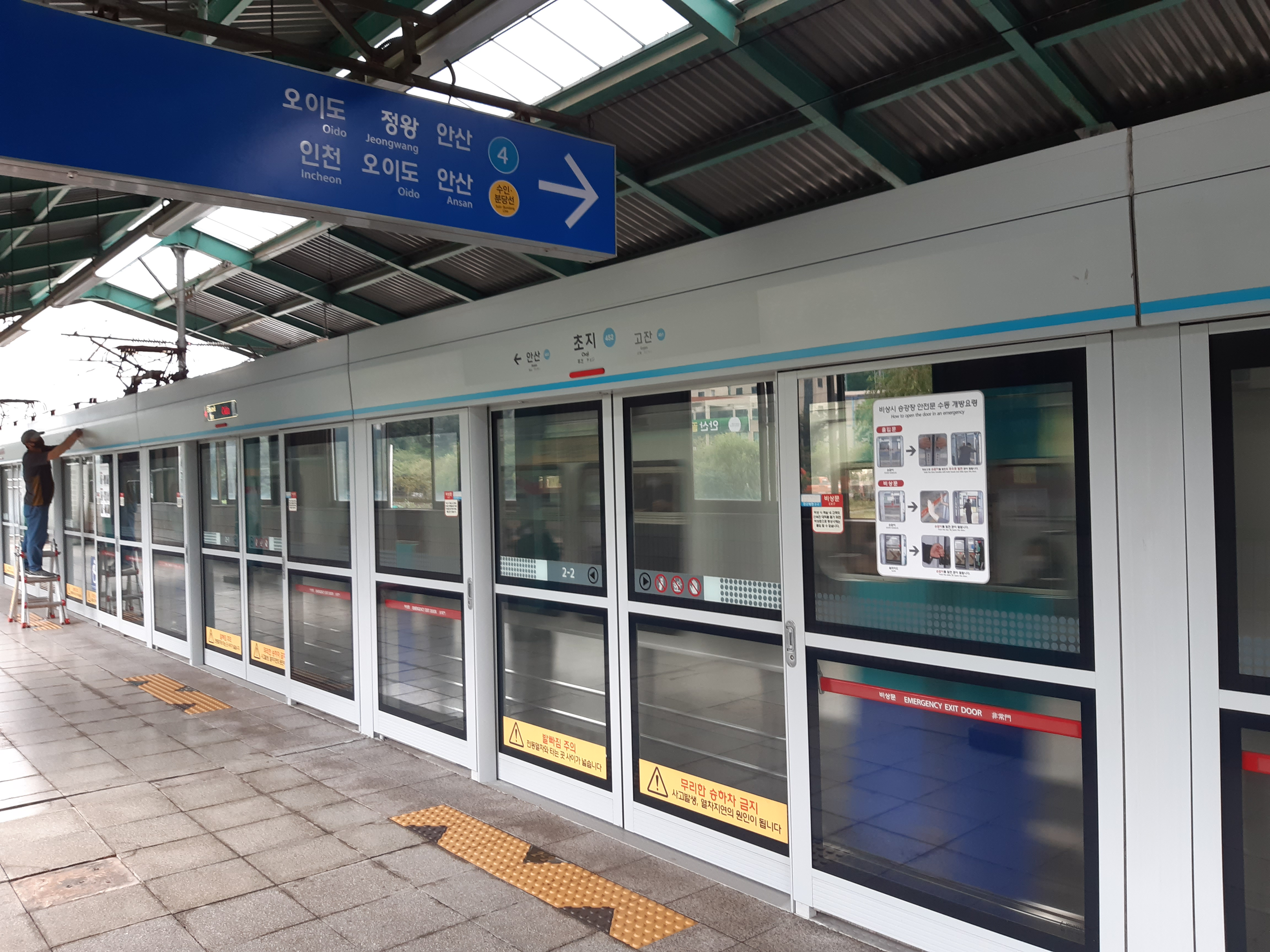
초지역 승강장
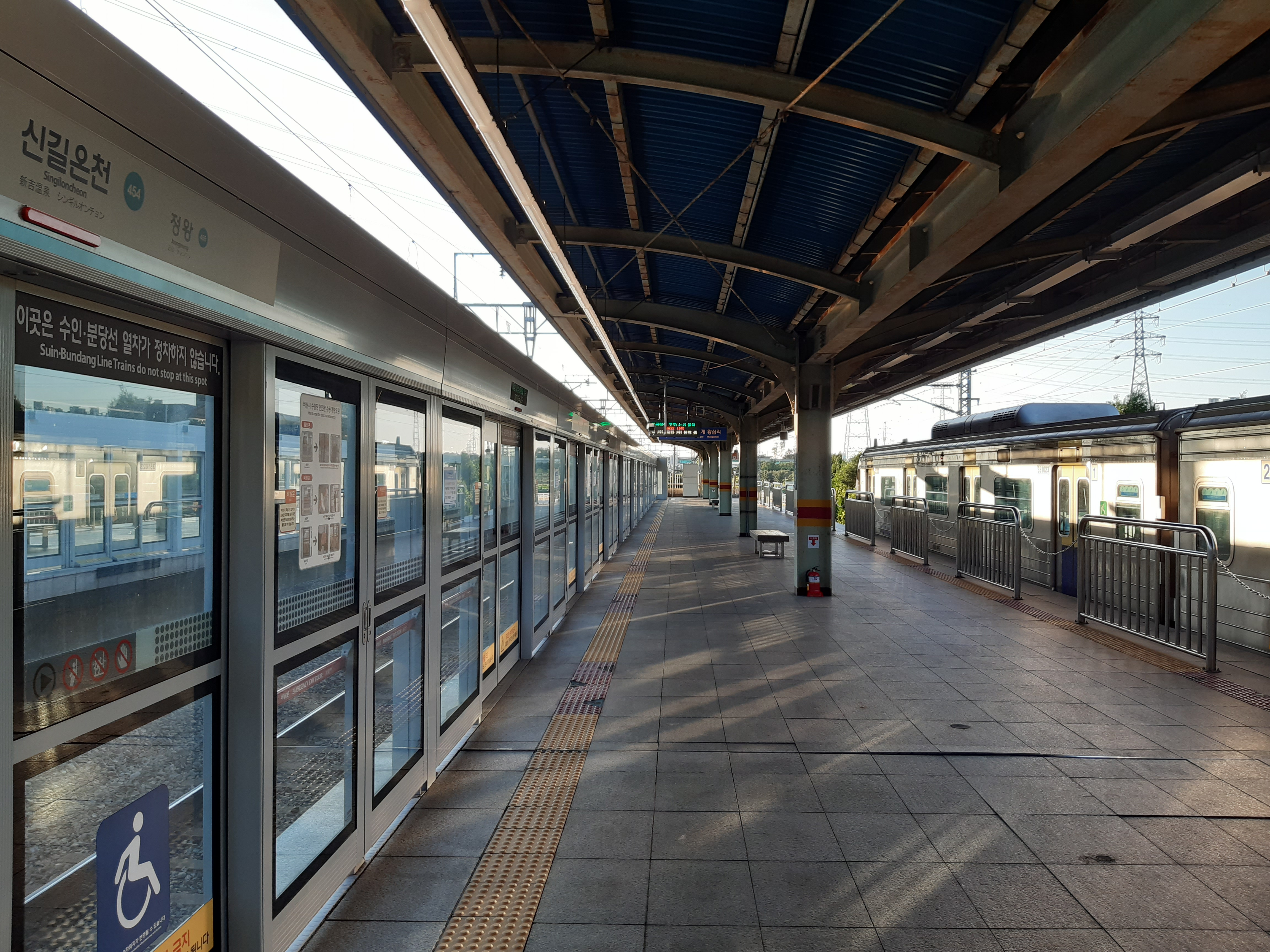
신길온천역 승강장
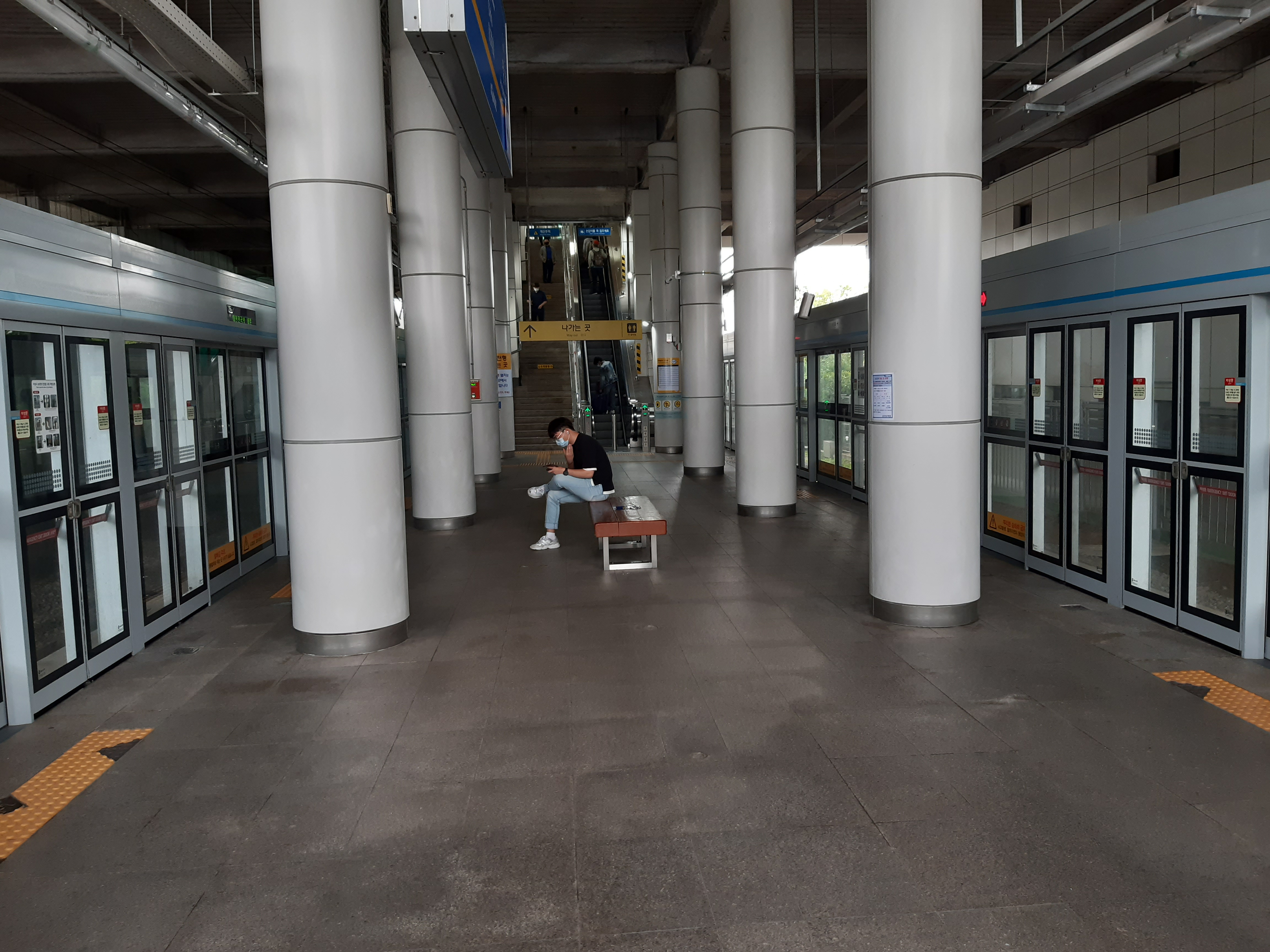
오이도역 승강장
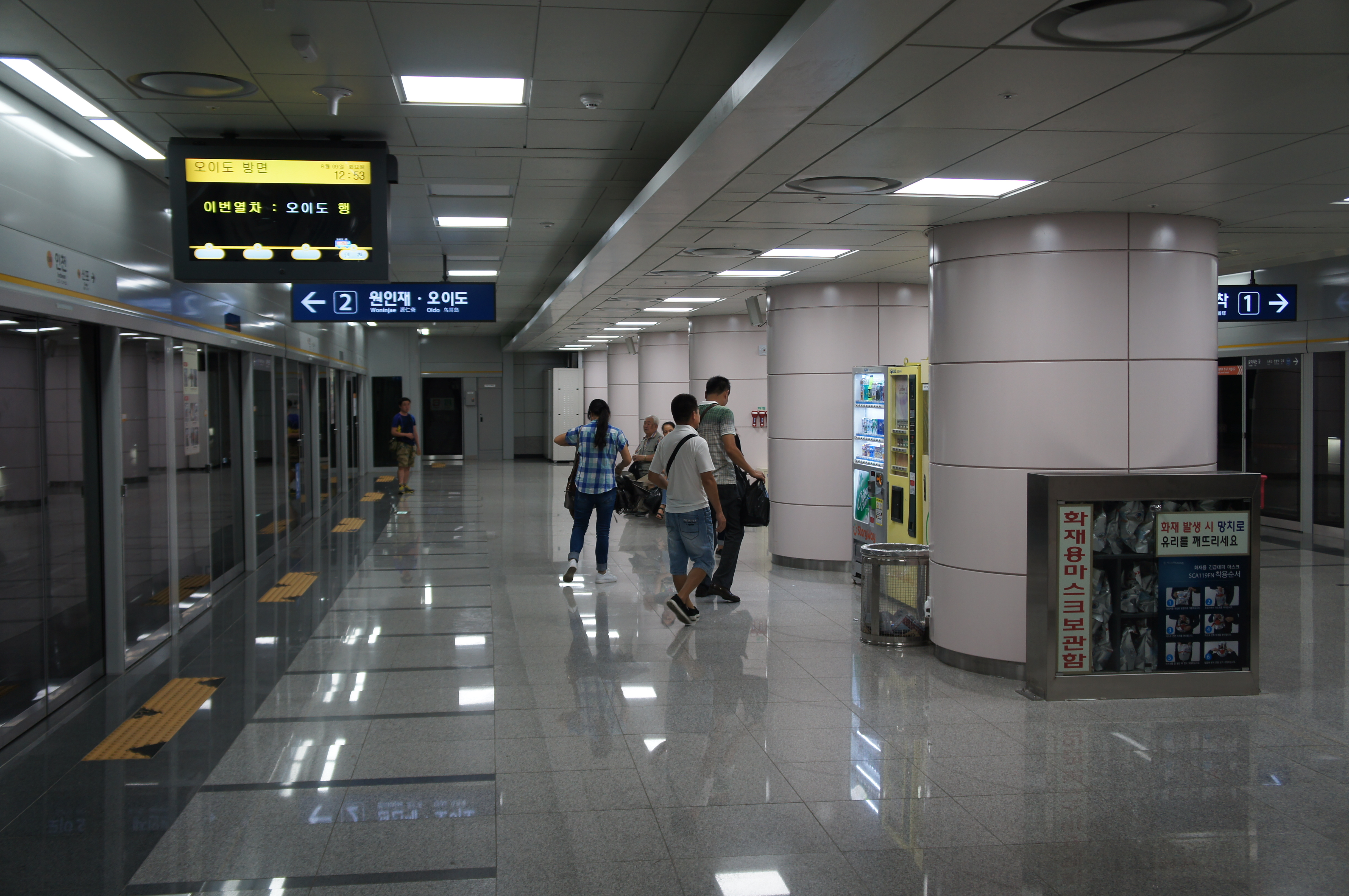
인천역 승강장
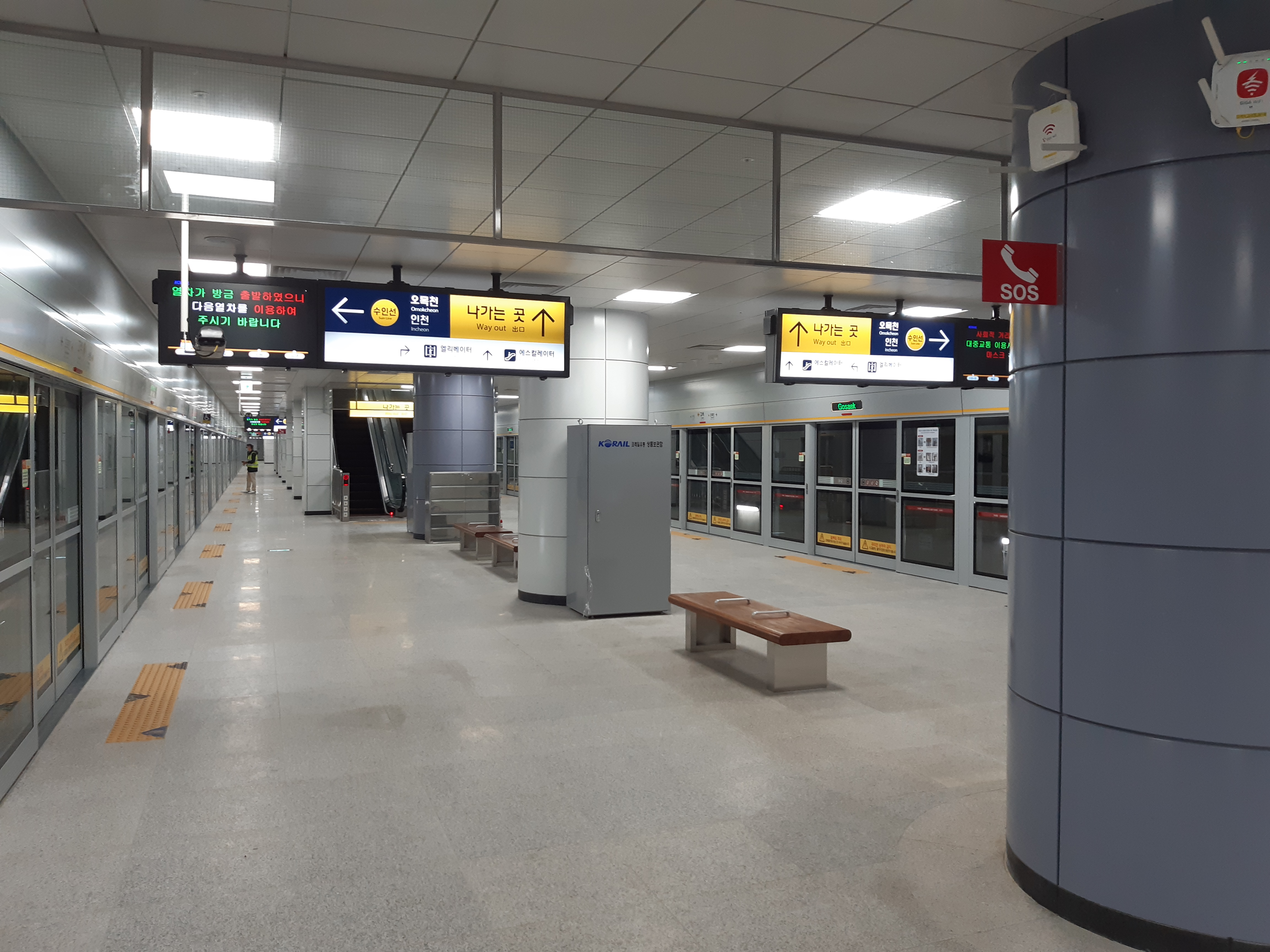
고색역 승강장
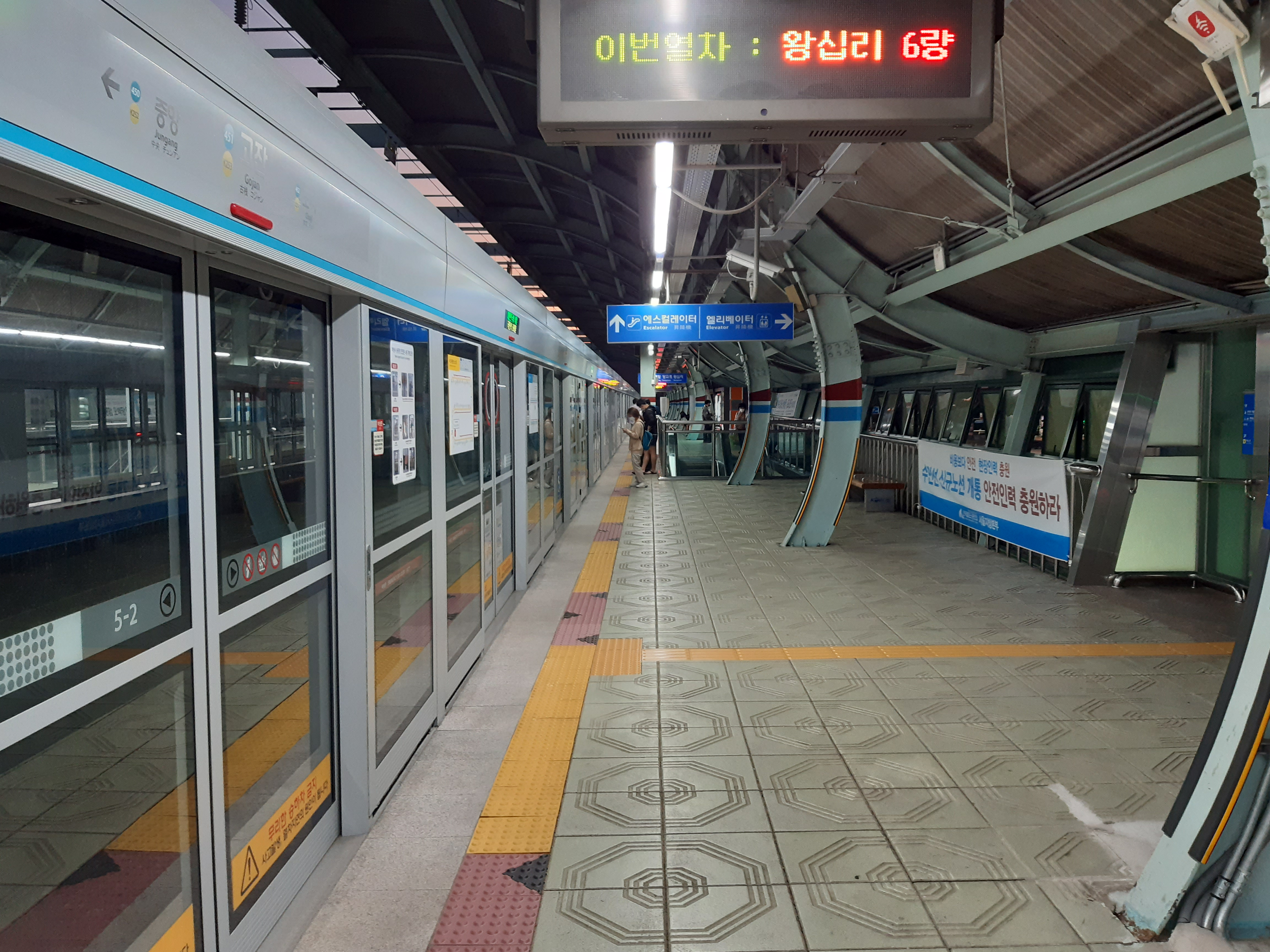
고잔역 승강장
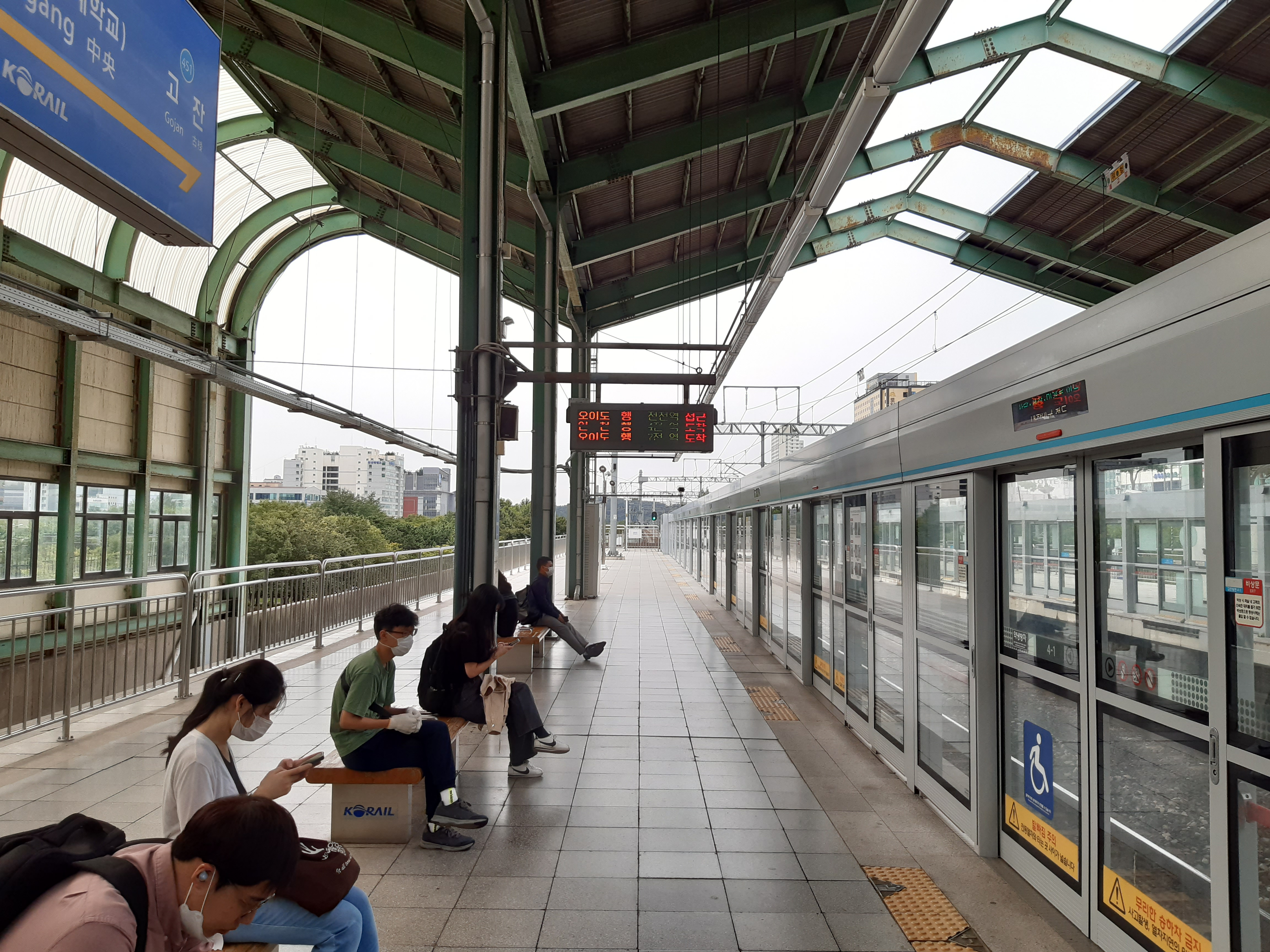
중앙역 승강장
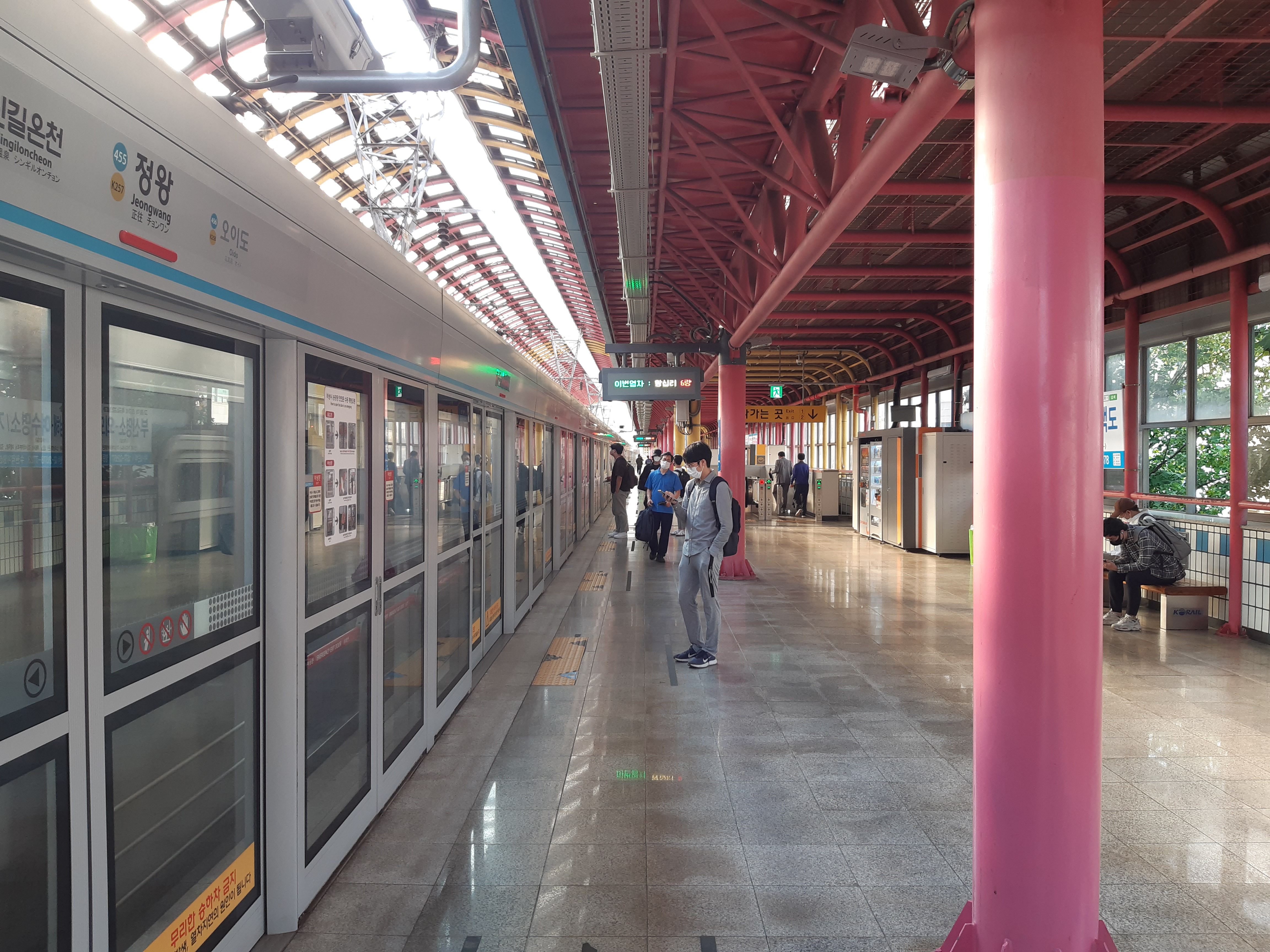
정왕역 승강장
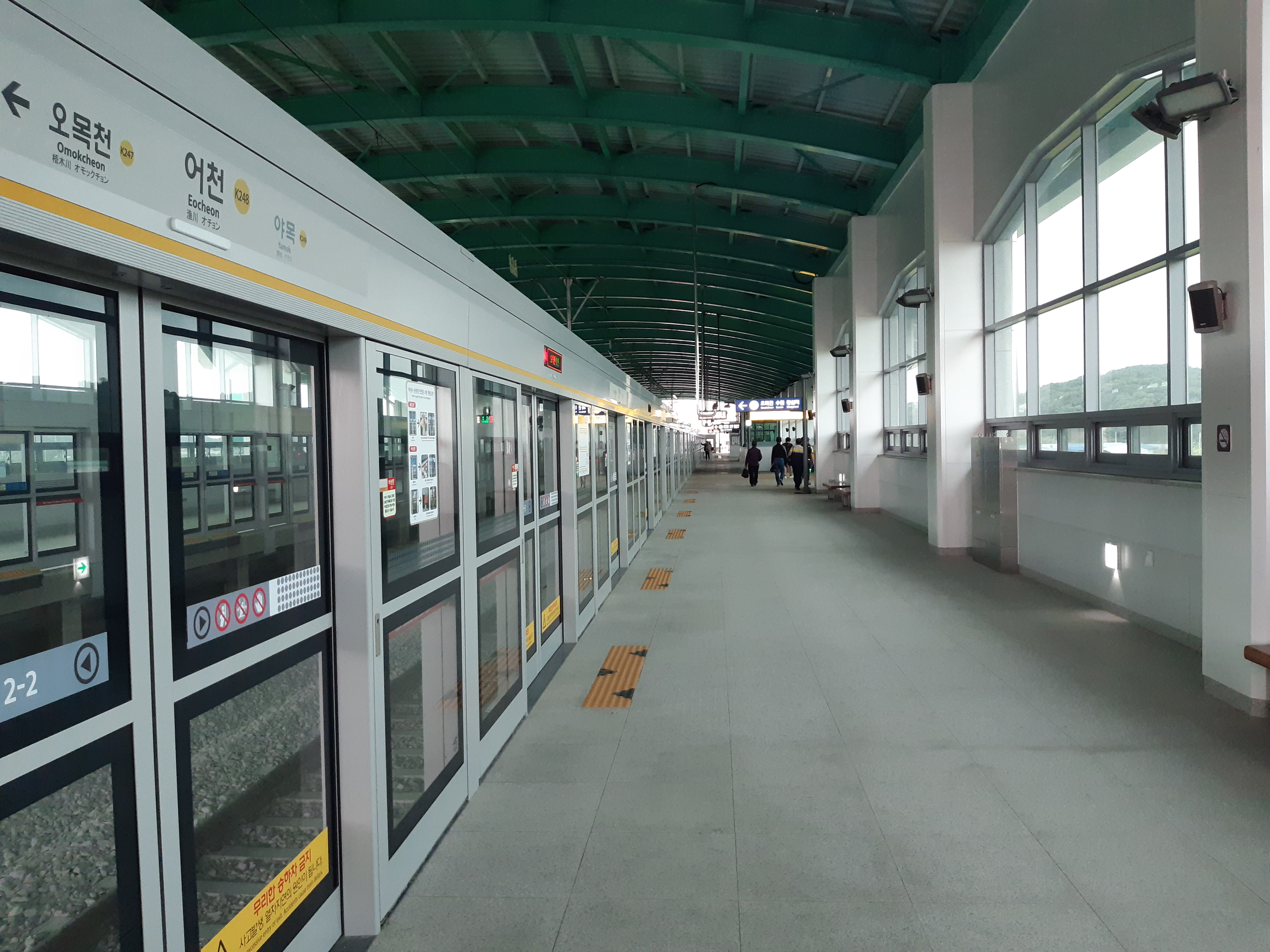
어천역 승강장
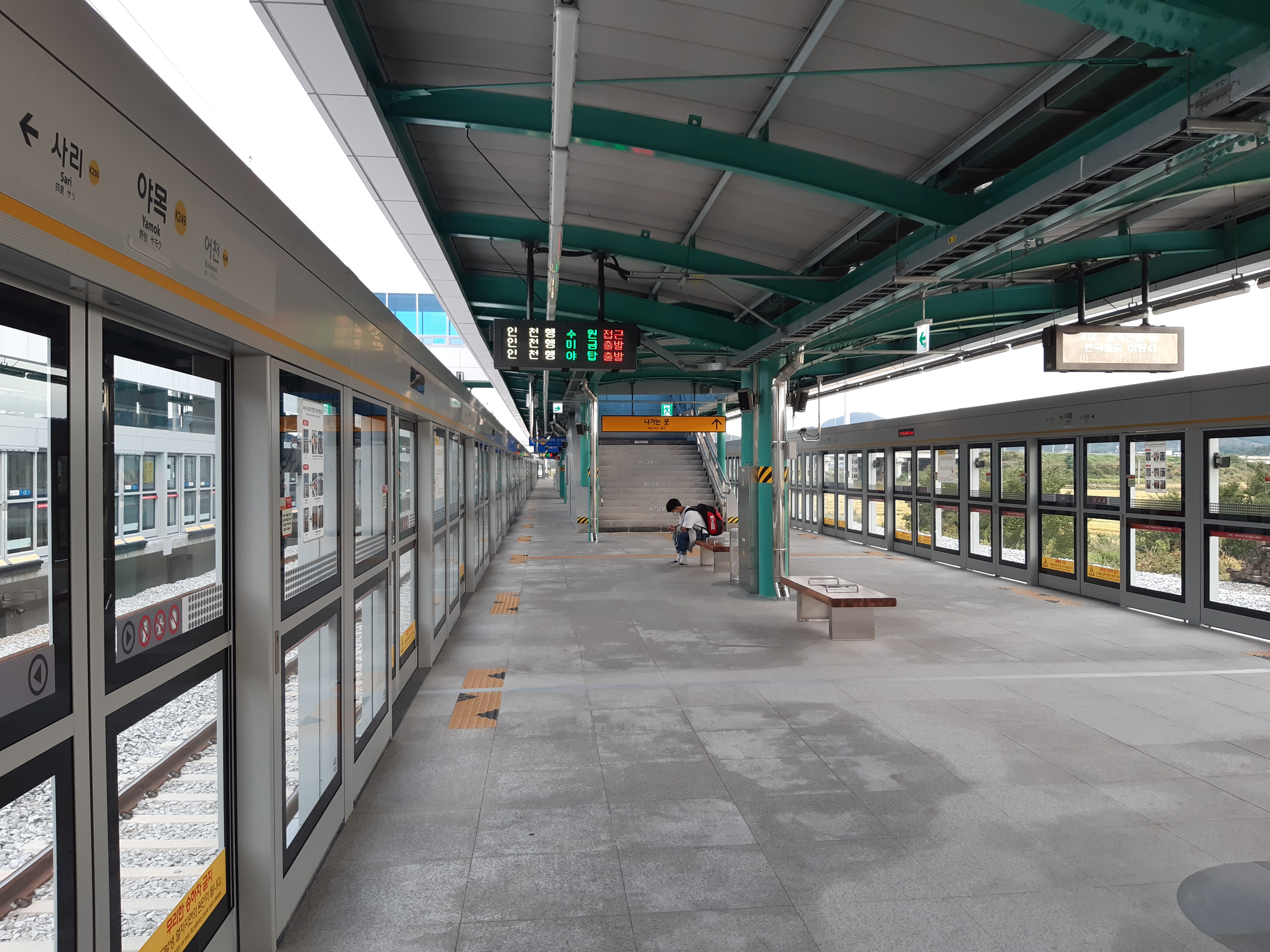
야목역 승강장
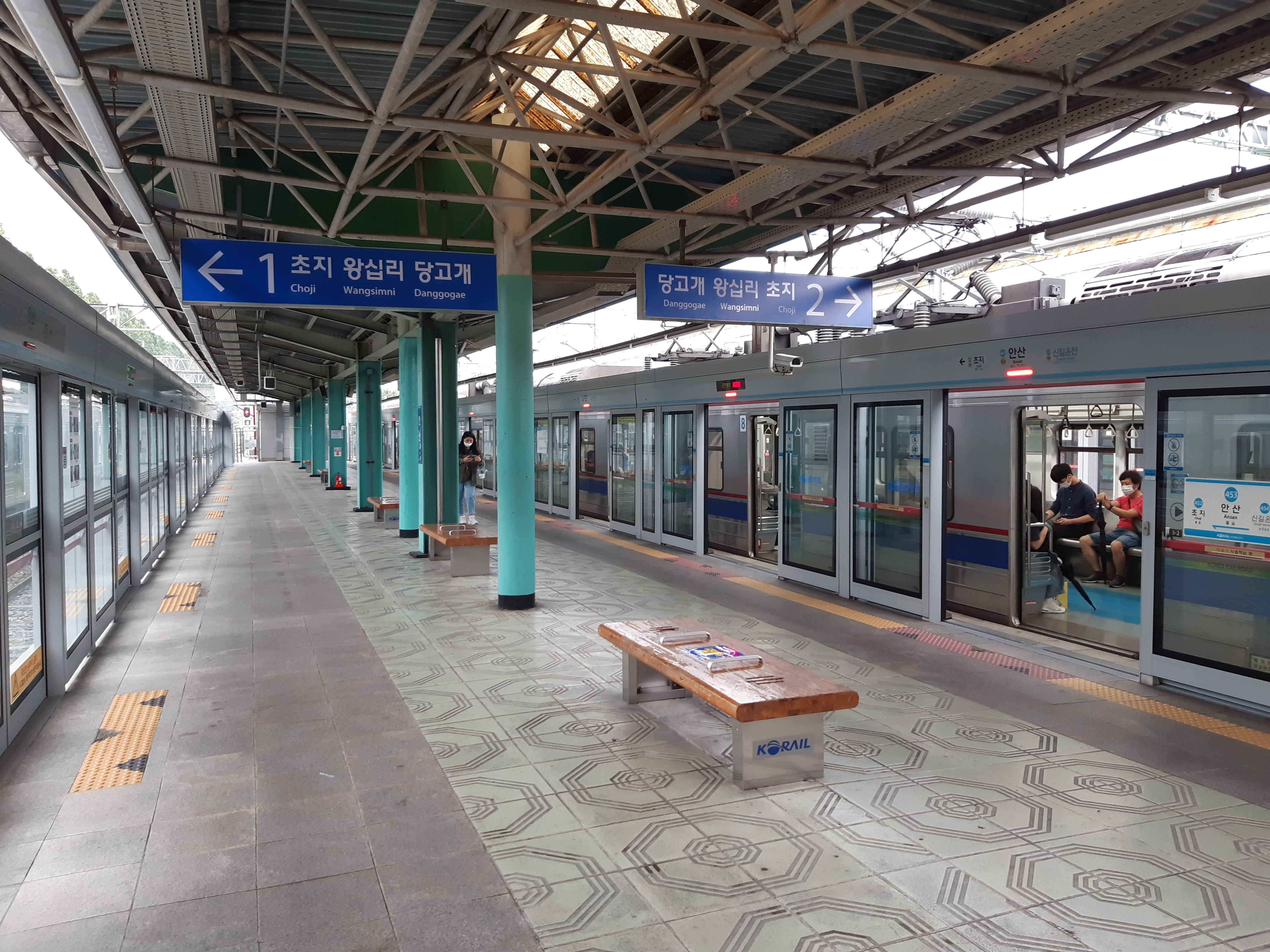
안산역 승강장

## 같이 보기
- 수인선
- 분당선